# 第1空降獵兵師 (德國國防軍)
第1空降師（德語：1. Fallschirmjäger-Division）是一支精銳的德國傘降師，在第二次世界大戰期間作戰。出於保密原因，它最初被稱為第7航空師（德語：7. Flieger-Division），之後於1943年更名為並重組為第1傘兵師。